# فيل كيف
فيل كيف (بالإنجليزية: Phil Cave)‏ هو لاعب كرة قدم بريطاني، ولد في 12 مايو 1987 في نيوكاسل أبون تاين في المملكة المتحدة. لعب مع نيوكاسل يونايتد.

## وصلات خارجية
- فيل كيف على موقع قاعدة بيانات كرة القدم.إي يو (الإنجليزية)
- فيل كيف على موقع Soccerbase.com (لاعب) (الإنجليزية)
- فيل كيف على موقع Soccerway.com (الإنجليزية)